# Caisse-outre

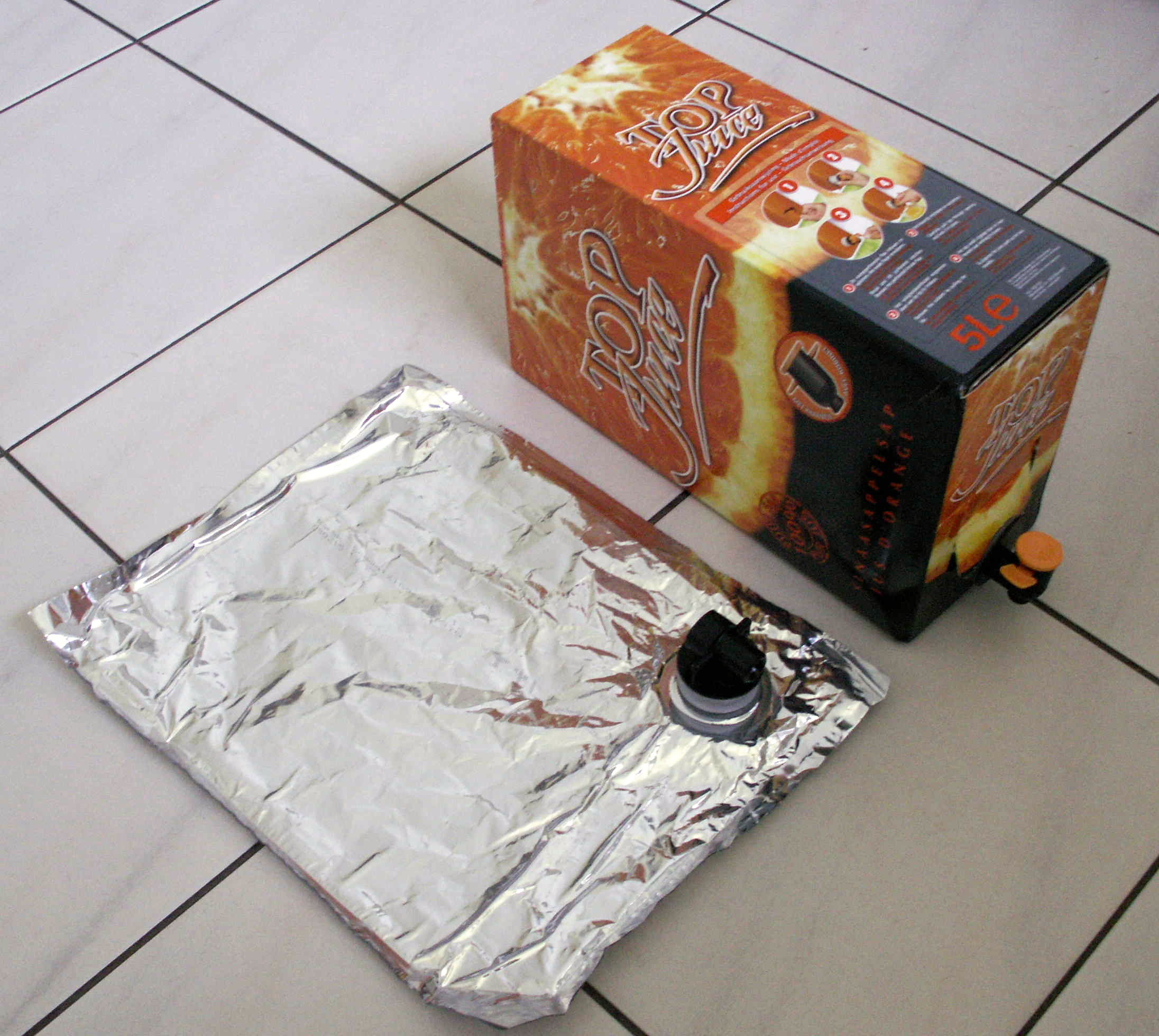
Une caisse-outre de 5 litres de jus de fruit avec robinet déployé, et un exemple de poche interne.

En emballage, la caisse-outre (pluriel : caisses-outres), ou le cubi, est un contenant de taille variable (de 1,5 à 1 000 litres) constitué d'une caisse en carton ondulé et d'une poche étanche souple, utilisé pour le transport et le stockage des produits liquides. L'expression fontaine à vin est également employée pour ce contenu.
La marque déposée Bag-in-Box (littéralement « sac-en-boîte », en anglais), et surtout son abréviation BIB, sont souvent utilisées par antonomase comme synonyme de caisse-outre. Le concept en fut inventé par William R. Scholle en 1955.

## Concept du contenant
C'est un emballage extrêmement technique. En effet, la poche étanche est faite d'un film multicouche, aux caractéristiques haute performance et hautement barrière à l'oxygène. Grâce à un robinet sans retour d'air, le contenu peut être prélevé tandis que la poche souple se déforme sous l’effet de la gravité, préservant le liquide de toute oxydation par l'air, à la différence d'une bouteille. La plupart des robinets sont à fermeture automatique ce qui n’est pas le cas des bouchons à vin. Ces spécificités techniques permettent au vin de rester frais jusqu’à 6 semaines après ouverture.
C'est un colis optimisé car l’emballage ne représente que 5,3 % du poids total dans une caisse-outre de 3 litres, contre 35 % pour une bouteille de verre. Sa grande surface extérieure offre une place importante à l'information, au décor, à la promotion du contenu.
La caisse-outre a de nombreuses applications commerciales très courantes. Auprès du grand public, elle est avant tout connue pour son usage le plus fréquent qui concerne le vin, mais elle est aussi utilisée pour conditionner les jus de fruits, l’eau, le lait, l’huile, le vinaigre, les œufs liquides, les alcools forts, la bière, le lait de coco, le café, etc. Les applications professionnelles sont très diverses. En restauration rapide, elle permet l'approvisionnement en sirop des fontaines à boissons gazeuses, l’embout étant raccordé à un dispositif de pompage.
Le sac est rempli par le producteur avec le liquide désiré, puis scellé, ensuite la boîte est scellée à son tour. Pour l'utilisation, le client ouvre une fenêtre pré-découpée à l'une des extrémités de la boîte et dégage un embout qui permet l'utilisation.
L'utilisateur est généralement invité à ne pas sortir le sac plastique de la boîte, car le sac seul n’est pas en mesure de contenir la pression interne de son contenu et pourrait éclater. Quand le contenu est épuisé, la boîte est généralement séparée de son sac intérieur en vue de la valorisation de chacun, plutôt que réutilisés.

## Composants de la caisse-outre
- Une caisse en carton ondulé, simple ou double cannelure selon la contenance.
- Une poche étanche composée d’un film alimentaire dont la face intérieure en polyéthylène se soude aisément tandis qu'une autre couche est barrière à l’oxygène. Les matériaux barrière utilisés pour le conditionnement du vin sont essentiellement de deux types : film polyester métallisé (opaque) ou film EVOH coextrudé (transparent). Ces films barrière limitent l'introduction d’oxygène et permettent une durée de conservation acceptable si les bonnes pratiques de remplissage et de stockage sont suivies[3].
- Un robinet de soutirage inséré dans un goulot qui est soudé sur la poche.

## Historique
William R. Scholle invente le concept de la caisse-outre en 1955. Les applications initiales concernaient des produits non alimentaires (l'acide des batteries de voitures), mais dès les années 1950, les États-Unis commencèrent à utiliser cet emballage pour le conditionnement du lait. Le premier pays où le vin fut conditionné en caisse-outre est l’Australie dans les années 1960.
Dans les années 1970 et 1980, la caisse-outre était assimilée à un emballage pour le vin en vrac, avec les défauts suivants : le vin était de qualité médiocre, le processus (conditionnement, emballage...) était de qualité moyenne et ne permettait pas de conserver le produit longtemps, il n'y avait aucune recherche marketing ou promotion des avantages de ce mode d'emballage, ni aucune communication (il était et reste encore souvent appelé « cubitainer » ou plus simplement « cubi » ou au Québec, « vinier »).
La société d'emballage SOCAR leader français du carton ondulé lance en 1973 un produit dont le nom déposé est déjà "Bag-in-Box" (propriété du Groupe SMURFIT-KAPPA aujourd'hui)  et qui finira par connaitre un succès considérable mais mettra près de vingt ans à démarrer véritablement.
La société Parsat, négoce de vins à Eymet (Dordogne), a été parmi les premières à commercialiser sur le marché français des vins conditionnés en caisse-outre au début de l'année 1981[réf. nécessaire].
Dans les années 1990, le marché et la caisse-outre ont évolué positivement essentiellement sur le segment 10 litres en restauration et collectivité et en réseaux cavistes. Le concept gagne en reconnaissance, progresse en qualité et en image[réf. nécessaire].
En 1997, les Bordelais Sophie et Jean-Paul Lafage créent la société Sopardis (pour Société Partenaire de Distribution). Dès 2000, son objectif est de proposer des vins de propriétaires récoltants en caisses-outres, conditionnés à la propriété. Ils sont à l'origine de la notion de « Mise au château » ou « Mise au domaine » en caisse-outre, sous leur marque « Collection Verre Après Verre ». Les vins sont sélectionnés, suivis et assemblés depuis 2004, par l'ancien chef-sommelier des Sources de Caudalie, le Bordelais Stéphane Boutiton.
Dans les années 2000, c’est le succès en grandes et moyennes surfaces, en particulier en France, en Europe et surtout en Scandinavie. Dans les autres pays européens (Europe du Sud, Europe de l’Est) et sur les autres continents, ce succès se vérifie également.
En 2011, la part de marché en France du vin en caisse-outre atteint 29 % du volume de vin vendu en grande distribution. En Scandinavie, la part de marché est encore supérieure, avec respectivement 40 % en Finlande, 50 % en Norvège et quasiment 60 % en Suède.

## Commercialisation

### Marques
La caisse-outre existe dans des formats divers :
Bag-in-Box est une marque déposée en 1977 et exploitée par la société française Smurfit Kappa Bag in Box, qui fait partie du groupe Smurfit Kappa Group, un des leaders de l'industrie de l'emballage, avec 38 000 employés dans plus de 31 pays. La marque est protégée sur les territoires français, danois, espagnol, italien, portugais et du Benelux.
En 2013, la société française BiBoViNo a l’idée de commercialiser des Bag-in-Box ou des Bag-in-Tubes contenant de grands vins. Elle est la première marque à conditionner de prestigieuses appellations comme côte-rôtie ou santenay en BIB. 
On commercialise aussi le Bag-in-Tube  (caisse tubulaire en carton), le BIB'Art  (barrique en métal peinte) ou, dans un principe similaire, le Stand-Up Pouch (sans caisse carton) souvent appelé Doypack.
En 2014, un jeune entrepreneur bordelais (William Ripley[réf. nécessaire]) a créé un nouveau concept : le bag-in-box fashion ou « Cubiton ». Le carton d'emballage est imprimé de motifs design qui ont transformé l'image du « bag-in-box ».

### Caisse-outre en France
Le segment de la caisse-outre dans la commercialisation de vin en France représente 29 % du total des ventes de vin en France. En parallèle de cette tendance déjà présente en 2008, quand la caisse-outre représentait 21 % des ventes de vin, les autres contenants ont baissé en volume : - 5 % pour la bouteille 75 cl (perdue) en verre, - 3 % pour le Cubitainer, - 3 % pour la bouteille plastique et - 13 % pour le litre (consigné) en verre.

## Différences entre la caisse-outre et le Cubitainer

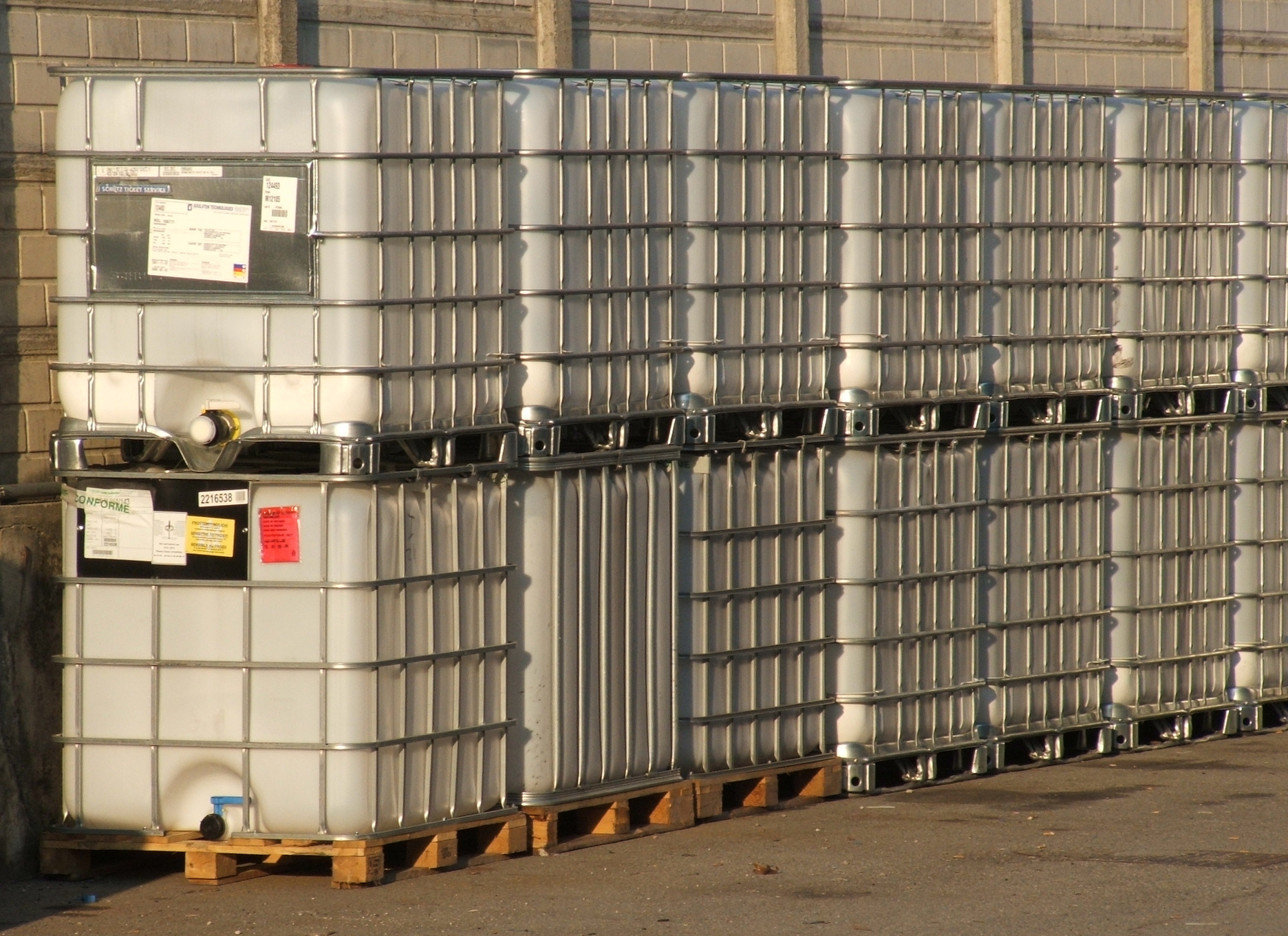
Cubitainers de grande capacité logés dans un cadre en tube fixé sur palette.

Le Cubitainer (nom déposé) a été inventé par Hedwin Corporation aux États-Unis.
Un Cubitainer est thermoformé (ce qui signifie que les granulés de résine plastique sont chauffés et mis en forme pour réaliser une feuille, puis celle-ci est réchauffée pour former l'emballage) à base de polyéthylène basse densité, bien qu’une variante puisse inclure un peu de copolymère EVOH qui fait barrière à l’oxygène. Il est beaucoup plus épais qu’une poche de caisse-outre et donc moins flexible.
Les poches de caisse-outre ne sont pas moulées ; elles sont fabriquées par soudures latérales de films découpés. Le vin en caisse-outre s'altère moins vite après ouverture parce que le film flexible se déforme sous l'effet de la gravité quand le niveau baisse et l’air n'entre pas dans la poche quand le vin est versé. Les Cubitainers sont trop rigides pour s’affaisser au soutirage et l’air rentre quand le vin est versé.
Avant l'essor du vin en caisse-outre, le vin qui, en France, n'était pas vendu en bouteilles, l'était en Cubitainers. Puisque la caisse-outre est une solution moins coûteuse et qui garde le vin frais pendant beaucoup plus longtemps, elle a progressivement remplacé le Cubitainer sur le marché français.
Le Cubitainer est cependant un emballage mieux adapté aux produits chimiques dangereux que la caisse-outre, car ses parois épaisses offrent une meilleure protection contre les perforations accidentelles et les fuites qui en résultent. Dans les garages et concessions automobiles, ce conditionnement est par exemple utilisé pour la fourniture d’acide sulfurique en vue du premier remplissage des batteries au plomb. En photographie « argentique », les liquides révélateurs peuvent être livrés en Cubitainer, abrités de l'oxydation et de la lumière. Dans les photomatons, les liquides usagés étaient même récupérés dans les Cubitainers vides. Dans certaines applications, il peut même transporter des pulvérulents.